# Bassin du Colorado
La loi de l'état du Colorado, qui remonte à 1922, partage l'utilisation de l'eau du fleuve Colorado entre sept États du sud-ouest américain : en amont 52 % reviennent au Colorado, 23 % à l'Utah, 14 % au Wyoming, 11 % au Nouveau-Mexique ; en aval, la Californie prélève 59 %, l'Arizona 37 % et le Nevada 4 %. L'eau est utilisée essentiellement pour les activités agricoles en vertu du vieux principe américain qui, lors de la conquête de l'Ouest, attribuait la propriété des ressources à ceux qui les ont valorisées en premier. Elle est en effet détenue en majorité par 700 familles descendantes des pionniers, qui pratiquent une agriculture irriguée dévoreuse d'eau (luzerne : 12 récoltes par an, betterave à sucre) en plein désert grâce à l'eau des canaux, cependant dans la prospère Imperial Valley, mais très rentable. Cette eau est convoitée par les villes du Sud de la Californie comme Los Angeles ou San Diego qui sont en pleine croissance démographique, mais aussi par Las Vegas qui en a besoin pour sa population.

## Polémiques liées à l'exploitation du Fleuve
Les Amérindiens Cucapas qui occupent le delta situé au Mexique qui ont longtemps vécu de la pêche ne peuvent plus pratiquer cette activité comme autrefois. En effet, le Mexique a signé un traité avec le gouvernement des États-Unis qui laisse 9 % de l'eau du fleuve Colorado arriver jusqu'à son embouchure. De plus l'évaporation réduit la quantité d'eau à seulement 4 % de sa quantité initiale.[réf. nécessaire] En conséquence, le delta n'existe presque plus et les Indiens Cucapas doivent pêcher en mer, loin de leurs habitations.

## Affluents
- Green (rd[note 1]), 1 175 km
- Little Colorado (rg), 507 km
- Virgin (rd), 322 km
- Gila (rg), 1 014 km
- Dirty Devil (rd), 129 km
- Dolores (rg), 402 km
- Escalante (rd), 145 km
- Gunnison (rg), 257 km
- Kanab (rd), 145 km
- Paria (rd), 153 km
- San Juan (rg), 640 km

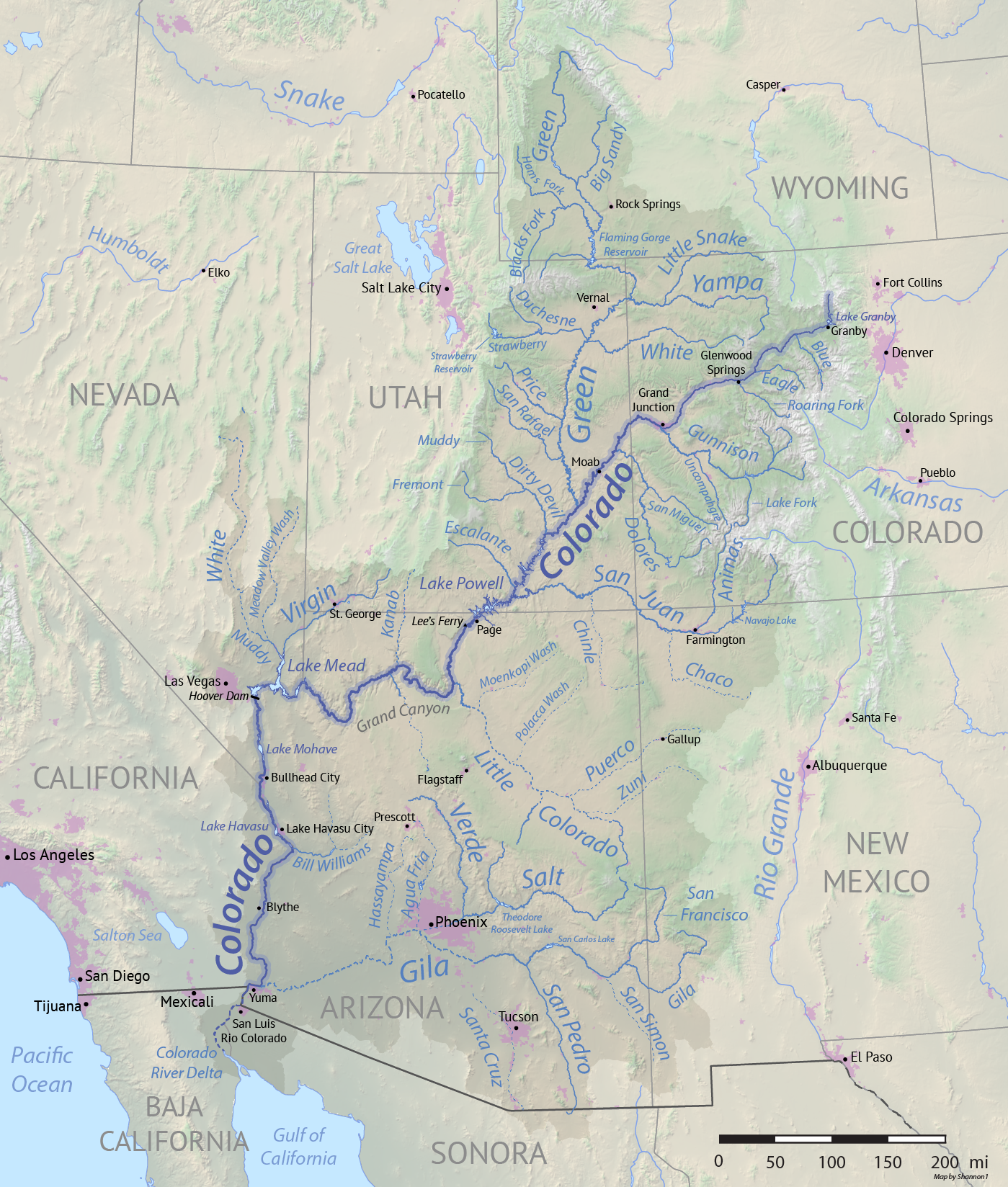
le bassin du Colorado et ses affluents

- Eagle (rivière, Colorado) (rg), 97,4 km
- Detrital Wash